# Lochy i smoki
Lochy i smoki/Jaskinia strachu (ang. Dungeons & Dragons, 1983–1985) – amerykański serial animowany.

## Opis fabuły
Historia zaczyna się, kiedy sześciu nastolatków w parku rozrywki wsiada do kolejki zwanej "Kolejka Lochy i Smoki". Nagle zmienia się ona w magiczny portal do innego świata. Dosyć podobnego do średniowiecza, lecz z magicznymi zwierzętami. Zmienione też zostają ich ubrania. Świat ten nazywany jest królestwem, lecz nie ma on konkretnej nazwy ani nie jest znany jego król. Terroryzowany przez czarnoksiężnika Mściciela (ang. Venger). Od czarodzieja o imieniu Pan Lochów bohaterowie otrzymują magiczną broń i pseudonimy. Bohaterowie wędrują w poszukiwaniu magicznych artefaktów, które mają sprowadzić ich na ziemię. Walcząc z Mścicielem, który pragnie zdobyć ich broń. Albo innymi złoczyńcami. Przy okazji pomagając uciśnionym.
W Polsce był wyświetlany na kanałach Fox Kids, Polsat i TV4 czytany przez Henryka Pijanowskiego.
Ostatni odcinek serialu, w którym bohaterowie odnoszą ostateczne zwycięstwo i stają przed szansą powrotu do domu, nie został nigdy zrealizowany.

## Spis odcinków
| N/o            | Polski tytuł                     | Angielski tytuł                  |
| -------------- | -------------------------------- | -------------------------------- |
|                |                                  |                                  |
| SERIA PIERWSZA |                                  |                                  |
|                |                                  |                                  |
| 01             | Noc, Nie Jutro / Noc bez jutra   | The Night of No Tomorrow         |
|                |                                  |                                  |
| 02             | Oko Strażnika                    | Eye of the Beholder              |
|                |                                  |                                  |
| 03             | Sala Kości                       | The Hall of Bones                |
|                |                                  |                                  |
| 04             | Dolina Jednorożców               | Valley of the Unicorns           |
|                |                                  |                                  |
| 05             | W Poszukiwaniu Mistrza Lochów    | In Search of the Dungeon Master  |
|                |                                  |                                  |
| 06             | Piękna i Bagienna Bestia         | Beauty and the Bogbeast          |
|                |                                  |                                  |
| 07             | Więzienie Bez Ścian              | Prison Without Walls             |
|                |                                  |                                  |
| 08             | Sługa Zła                        | Servant of Evil                  |
|                |                                  |                                  |
| 09             | Zadanie Szkieletowego Strażnika  | Quest of the Skeleton Warrior    |
|                |                                  |                                  |
| 10             | Ogród Zinn                       | The Garden of Zinn               |
|                |                                  |                                  |
| 11             | Pudełko                          | The Box                          |
|                |                                  |                                  |
| 12             | Zagubione Dzieci                 | The Lost Children                |
|                |                                  |                                  |
| 13             | Presto oznacza katastrofę        | P-R-E-S-T-O Spells Disaster      |
|                |                                  |                                  |
| SERIA DRUGA    |                                  |                                  |
|                |                                  |                                  |
| 14             | Dziewczynka, która wyśniła jutro | The Girl Who Dreamed Tomorrow    |
|                |                                  |                                  |
| 15             | Skarb Tardos                     | The Treasure of Tardos           |
|                |                                  |                                  |
| 16             | Miasto na Skraju Północy         | City at the Edge of Midnight     |
|                |                                  |                                  |
| 17             | Zdrajca                          | The Traitor                      |
|                |                                  |                                  |
| 18             | Dzień Mistrza Lochów             | Day of the Dungeon Master        |
|                |                                  |                                  |
| 19             | Ostatnia Iluzja                  | The Last Illusion                |
|                |                                  |                                  |
| 20             | Smocze Cmentarzysko              | The Dragon's Graveyard           |
|                |                                  |                                  |
| 21             | Dziecko Patrzącego w Gwiazdy     | Child of the Stargazer           |
|                |                                  |                                  |
| SERIA TRZECIA  |                                  |                                  |
|                |                                  |                                  |
| 22             | Loch w Sercu Świtu               | The Dungeon at the Heart of Dawn |
|                |                                  |                                  |
| 23             | Zagubieni w czasie               | The Time Lost                    |
|                |                                  |                                  |
| 24             | Odeseja po dwunasty talizman     | Odyssey of the Twelfth Talisman  |
|                |                                  |                                  |
| 25             | Mroczna twierdza                 | Citadel of Shadow                |
|                |                                  |                                  |
| 26             | Jaskinia Baśniowych Smoków       | Cave of the Fairie Dragons       |
|                |                                  |                                  |
| 27             | Wichry Ciemności                 | The Winds of Darkness            |
|                |                                  |                                  |
| 28             |                                  | Requiem                          |
|                |                                  |                                  |